# NGC 2366
NGC 2366 (również PGC 21102 lub UGC 3851) – galaktyka nieregularna (IBm), znajdująca się w gwiazdozbiorze Żyrafy. Została odkryta 3 grudnia 1788 roku przez Williama Herschela. Galaktyka ta należy do Grupy galaktyk M81.

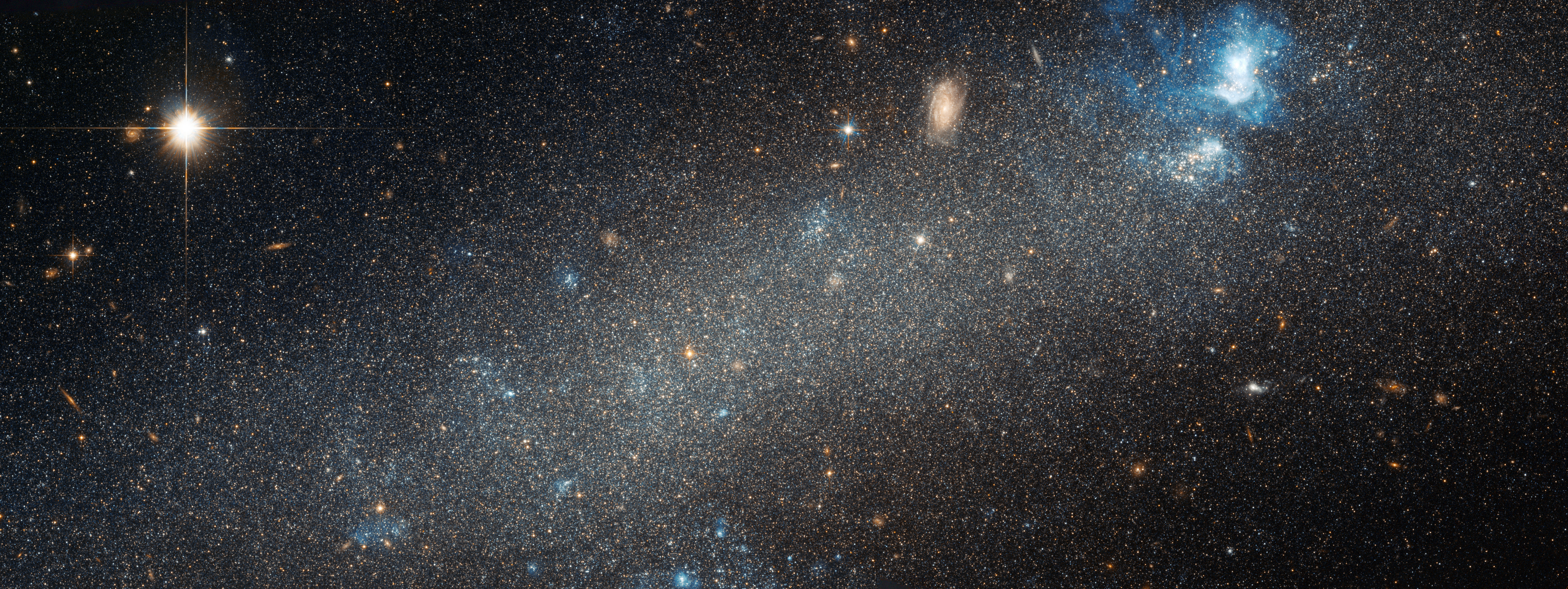
NGC 2366 – zdjęcie wykonane przez Teleskop Hubble’a. Widoczna jest duża mgławica należąca do galaktyki (niebieski obszar na prawym końcu), w której powstają nowe gwiazdy. Żółty obiekt powyżej NGC 2366 to spiralna galaktyka tła.